# Piccoma
Piccoma (ピッコマ, Pikkoma) est un service japonais de lecture de smartoons / webtoon et de manga disponible sur smartphones, tablettes et ordinateurs. Il est développé par Kakao Piccoma Corp., la branche japonaise de Kakao.

## Historique
À son lancement, le service propose un modèle classique d’achat de manga par volume. Il a depuis adopté un modèle d’achat au chapitre. Il est également possible d’attendre 23 heures pour débloquer gratuitement certains chapitres. Les smartoons coréens disponibles sur Kakao (Daum Webtoon Kakao Page) sont accessibles en japonais sur Piccoma. Au cours de l’été 2018, Kakao Japan annonce l’arrivée de smartoons japonais, coréens et chinois sur Piccoma. Il crée également les « piccoma AWARD ».
En novembre 2021, Kakao Japan change de nom pour devenir Kakao piccoma Corporation. Il annonce également sa volonté de s’étendre en Europe et en Amérique du Nord et installe un bureau en France.

### En France
Le 17 mars 2022, Kakao lance son service en langue française sous le label Piccoma Europe. Disponible sur Android, puis sur iOS, l’application propose des smartoons et mangas exclusifs, ainsi que des licences déjà exploitée en France.
Le 19 avril 2022, en conséquence de l'arrivée de Piccoma en France, le Médiateur du livre, autorité chargée de l’application de la législation relative au prix du livre, annonce l'ouverture d'une saisie pour déterminer si le modèle économique des éditeurs numériques (achats sous la forme de la monnaie virtuelle) est compatible avec la législation française,,. Cette saisie est actuellement encore en cours.
Le 23 juin 2022, Piccoma annonce être partenaire officiel du festival Japan Expo. L’application ouvre également son site web, et accueille le catalogue des éditeurs Glénat, Pika et Kurokawa.
Le 19 septembre 2022, la plateforme publie la série Solo Leveling.
Le 27 mai 2024 Piccoma Europe annonce être contraint de cesser son activité, qui se traduira par la fermeture définitive de la plateforme et l’arrêt définitif du service piccoma le 30 septembre 2024 à 23h59,. 